# Gravenor Bay
Gravenor Bay är en vik i Antigua och Barbuda.   Den ligger i parishen Barbuda, i den norra delen av landet, 50 kilometer norr om huvudstaden Saint John's.
Omgivningarna runt Gravenor Bay är en mosaik av jordbruksmark och naturlig växtlighet.